# Mikronéz mézevő
A mikronéz mézevő (Myzomela rubratra) a madarak osztályának verébalakúak (Passeriformes) rendjébe és a mézevőfélék (Meliphagidae) családjába tartozó faj.
A magyar név forrással nincs megerősítve, lehet, hogy az angol név tükörfordítása (Micronesian Myzomela).

## Előfordulása
Mikronézia, az Északi-Mariana-szigetek és Palau területén honos.

## Alfajai
- Myzomela rubratra asuncionis Salomonsen, 1966
- Myzomela rubratra dichromata Wetmore, 1919
- Myzomela rubratra kobayashii Momiyama, 1922
- Myzomela rubratra kurodai Momiyama, 1922
- Myzomela rubratra major Bonaparte, 1854
- Myzomela rubratra rubratra (Lesson, 1827)
- Myzomela rubratra saffordi Wetmore, 1917

## Életmódja
Főleg nektárral táplálkozik, de eszik rovarokat és gerincteleneket is. Egyedül fordulnak elő, párban és kis csoportokban. Védik nektár forrásaikat fajtársaiktól és más fajoktól is.

## Külső hivatkozás
- Képek az interneten a fajról
- Internet Bird Collection - videók a fajról